# Бура латвійська порода
Бура латвійська порода  (латис. Latvijas brūnā) — порода великої рогатої худоби молочного напрямку. Виведена в кінці 18 і на початку 19 століть в Латвії схрещуванням місцевої худоби з ангельнською і червоною данською.
Масть тварин червоно-бура різних відтінків. Жива маса корів становить 500 кг, бугаїв — 850 кг. Середньорічний надій молока становить 3500 кг жирністю 3,9 %. М'ясні якості задовільні. Тварини добре нагулюються. У 1980 -х роках розводили буру латвійську породу в Латвії, Україні, Росії. В Україні — у Закарпатській і Івано-Франківській областях. Буру латвійську породу використовують для поліпшення місцевих порід худоби.
У Латвії станом на 2003 рік частка тварин бурої латвійської породи становила 75 % від всього поголів'я худоби.